# Grammatica turca
La lingua turca è fortemente agglutinante, questo significa che le parole vengono modificate aggiungendo e combinando suffissi di ogni tipo. La maggior parte dei suffissi inoltre segue rigidamente le regole dell'armonia vocalica: in pratica, le vocali del suffisso cambiano in base alla categoria della vocale finale
della radice.

## Introduzione

### Genere
Non esistono i generi in turco, quindi anche gli aggettivi sono invariabili.

### Suffissi e ordine dei morfemi
| Turco                   | Italiano                                          | Commento |
| ----------------------- | ------------------------------------------------- | --- |
| Avrupa                  | Europa                                            | |
| Avrupalı                | Europeo / relativo all'Europa                     | aggettivo (Europeo), suffisso lı per creare aggettivi                                                                     |
| Avrupalılaş             | diventare Europeo                                 | radice verbale (diventare europeo), suffisso laş, usato per creare verbi che esprimono il concetto di 'divenire qualcosa' |
| Avrupalılaştır          | far diventare Europeo / Europeizzare              | radice verbale (Europeizzare), suffisso tır, viene usato per creare il corrispondente causale di un verbo                 |
| Avrupalılaştırama       | non essere capaci di europeizzare                 | radice verbale |
| Avrupalılaştıramadık    | non siamo stati capaci di europeizzare            | prima persona plurale del passato semplice, suffisso dık                                                                  |
| Avrupalılaştıramadık    | quello che non siamo stati capaci di Europeizzare | sostantivo, dık è il suffisso per formare il participio oggetto                                                           |
| Avrupalılaştıramadıklar | quelli che non siamo stati capaci di Europeizzare | plurale, lar/ler (in questo caso lar per armonia con la vocale 'ı') è il suffisso per formare il plurale                  |

In pratica (anche nella lingua scritta) non si raggiunge mai una tale profondità di annessione di suffissi; tuttavia l'esempio
mostra chiaramente che potenzialmente anche i significati più complessi possono essere espressi semplicemente combinando suffissi.

## Suffissi per i casi
Il nomi per i casi sono uguali a quelli usati per descrivere la flessione dei vocaboli in latino:
| Caso-desinenze | Caso-desinenze |
| -------------- | -------------- |
| assoluto       | —              |
| accusativo     | -(y)i          |
| dativo         | -(y)e          |
| locativo       | -de            |
| ablativo       | -den           |
| genitivo       | -(n)in         |

## Pronomi personali
Si noti che il pronome o viene declinato come se la sua radice fosse on-.Vi sono inoltre alcune eccezioni nelle vocalizzazioni dei dativi di ben e sen, e una -m anomala nel genitivo della
prima persona (singolare e plurale):
|            | singolare | singolare | singolare | plurale | plurale | plurale  |
|            | 1         | 2         | 3         | 1       | 2       | 3        |
| ---------- | --------- | --------- | --------- | ------- | ------- | -------- |
| assoluto   | ben       | sen       | o         | biz     | siz     | onlar    |
| accusativo | beni      | seni      | onu       | bizi    | sizi    | onları   |
| dativo     | bana      | sana      | ona       | bize    | size    | onlara   |
| locativo   | bende     | sende     | onda      | bizde   | sizde   | onlarda  |
| ablativo   | benden    | senden    | ondan     | bizden  | sizden  | onlardan |
| genitivo   | benim     | senin     | onun      | bizim   | sizin   | onların  |

## Verbi

### Passato semplice
Per formare la base del passato semplice si aggiunge il suffisso -di alla radice del verbo (cioè l'infinito senza -mek). È importante segnalare che anche tale suffisso segue le regole dell'armonia vocalica.
- gelmek (venire) --> gel- --> geldi-

A questa radice si aggiungono le seguenti desinenze personali:
- -m     io
- -n     tu
- --     egli/ella/esso
- -k     noi
- -niz   voi
- -ler   essi/esse

Esempio con il verbo 'gelmek':
- geldim    'io sono venuto'
- geldin
- geldi
- geldik
- geldiniz
- geldiler

### Presente continuo
Questo tempo è analogo per significato alla cosiddetta 'forma in -ing' della lingua inglese.
Viene formata annettendo il suffisso -(i)yor all'infinito senza -mek.
È importante notare come in questo caso la 'o' del suffisso sia invariante rispetto all'armonia vocalica; la (i) (vocale inserita soltanto qualora la radice esca in consonante) invece segue le consuete regole armoniche.
A questa radice si aggiungono le seguenti desinenze personali:
- -um     io
- -sun     tu
- --     egli/ella/esso
- -uz     noi
- -sunuz   voi
- -lar   essi/esse

Esempio con il verbo 'gitmek' (andare):
- gidiyorum    'io vado/sto andando'
- gidiyorsun
- gidiyor
- gidiyoruz
- gidiyorsun
- gidiyorlar

### Futuro
La radice del futuro è ottenibile tramite il suffisso -(y)ecek, il quale segue le regole dell'armonia vocalica (in particolare può trasformarsi soltanto in '(y)acak'). È inoltre importante sottolineare come la -k finale del suffisso venga sottoposta a lenizione (k --> ğ) quando seguita da vocale.
Le desinenze personali sono uguali a quelle del presente continuo.
Esempio con il verbo 'okumak' (leggere):
- okuyacağım    'io leggerò'
- okuyacaksın
- okuyacak
- okuyacağız
- okuyacaksınız
- okuyacaklar